# К-1М8
К-1М8 —  трисекційний односторонній трамвай який вироблявся компанією «Татра-Юг» у 2006—2012 роках на виробничих потужностях Південного машинобудівного заводу. Вагон не є новою розробкою, а дещо зміненим вагоном чехословацької моделі Tatra KT8D5.

## Історія
Перший трамвай був зібраний з кузовів вагонів К-1 № 99058 і 99059. Впродовж кількох років проходив випробування на маршрутах у Дніпрі.
8 жовтня 2010 року прибув у Київ, трамвайне депо імені Шевченка, для випробовування на лінії швидкісного трамвая. З січня 2011 року працює у пасажирській експлуатації на маршруті № 3.

## Конструкція

### Кузов
Кузов виготовлений зі сталі, зварений зі штампованих листів. Ділянки, які найчастіше потерпають від корозії, виготовлені з неіржавної сталі та композитних матеріалів.
Вагон трисекційний: передня і задня секції мають високий рівень підлоги, середня — низький (360 мм від головки рейки). Секції вагона зчленовані шарнірно-шкворневими механізмами, змонтованими на ходових візках. В переходах між секціями встановлені перехідні місця з поворотними кругами. Кузов вкритий антикорозійним лако-фарбовим покривом. Заводське забарвлення вагона біло-червоне: білий низ навскісно переходить у червоний верх.
Встановлені поворотно-зсувні (планетарні) двері. Вагон має п'ятнадцять бокових вікон з правого боку і десять — з лівого. Вікна ідентичні вікнам вагона К-1 і Tatra T6B5.

### Інтер'єр

#### Салон
Вагон обладнаний системою опалення та вентиляції. Її елементи розташовані поблизу бічних стінок вагона.
У вагоні розміщено 62 місця для сидіння. Крісла зроблено з пластмаси; вони не мають обшивки, виконані в червоній кольоровій гаммі. Планування салону передбачає два ряди сидінь з лівого боку і один ряд — з правого (трьохрядне планування).
Освітлення салону передбачене за допомогою ламп денного світла.
Вагон обладнаний радіоінформатором з цифровою системою звукозапису та електронними маршрутовказівними табло.
Загальна пасажиромісткість — 287 пасажирів.

#### Кабіна водія
Кабіна водія опалюється за допомогою окремого електричного конвектора.

### Візки
Колеса візків підресорені гумовими елементами, що знижує шум під час їзди. На візках встановлені тягові двигуни, які з'єднані з редукторами за допомогою карданних валів.

### Електричне устаткування
У вагоні застосовані тягові двигуни постійного струму виробництва харківського заводу «Електроважмаш».
В якості системи керування застосовано сучасне електронне обладнання яке складається з інверторів на базі IGBT-транзисторів. За допомогою цієї системи можна досягти менші витрати електроенергії з мережі в режимі тяги, а також забезпечується рекуперативне гальмування вагона, при якому вироблена тяговими двигунами електроенергія повертається в мережу у вигляді електричного струму. Загалом, ця система дозволяє економити близько до 40% електроенергії. Як струмоприймач встановлюється пантограф або напівпантограф.
На вагоні встановлена система керування електродвигунами КПТТ-2. Реверс тягового електродвигуна забезпечується за допомогою силових транзисторів при нульовому струмі комутації. Завдяки цьому, силові контактори повністю виключені з приводу трамваю. Для живлення оперативних мереж і освітлення напругою 24 В встановлений статичний інвертор ІПТ 820/28-210. Використовується розділене управління візками, що дозволяє зменшити юз і боксування колісних пар, а також забезпечує рух на одному візку при поломці другого.

### Гальмівна система
Штатне гальмування забезпечується рекуперативним, електродинамічним і, для повної зупинки, дисковим гальмами; аварійне — електромагнітним рейковим гальмом, яке також застосовується на вагонах К-1 і Tatra T6B5.

## Технічні характеристики
Основні характеристики вагона:
| Загальні характеристики               | Загальні характеристики |
| ------------------------------------- | ----------------------- |
| Кількість секцій                      | 3                       |
| Кількість візків                      | 4                       |
| Частка низької підлоги                | 20 %                    |
| Розміри                               |                         |
| Довжина                               | 30 638 мм               |
| Ширина                                | 2500 мм                 |
| Висота даху вагона над головкою рейки | 3145 мм                 |
| База кузова                           | 7500 мм                 |
| База ходового візка                   | 1900 мм                 |
| Ширина колії                          | 1524 мм                 |
| Маса порожнього вагона                | 37,58 т                 |
| Тягові характеристики                 |                         |
| Максимальна швидкість                 | 60 км/год               |
| Напруга в контактній мережі           | 600 В                   |
| Потужність двигуна                    | 46 кВт                  |

## Експлуатація
| Країна  | Місто | Підприємство                  | Кількість | Бортові номери |
| ------- | ----- | ----------------------------- | --------- | -------------- |
| Україна | Київ  | Трамвайне депо імені Шевченка | 4         | 500—503        |

## Світлини

### Зображення

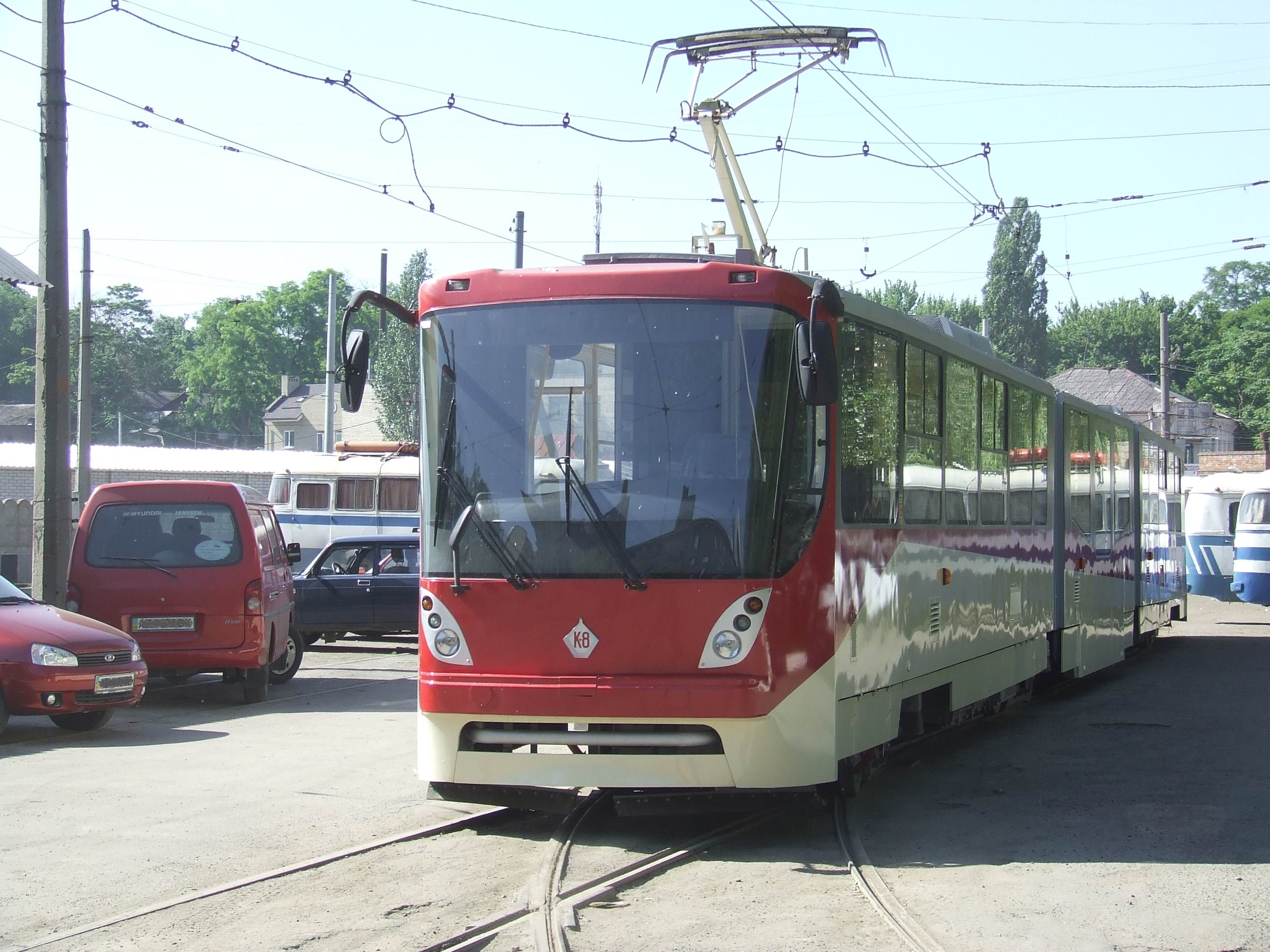
К-1М8 в Донецьку, вигляд спереду
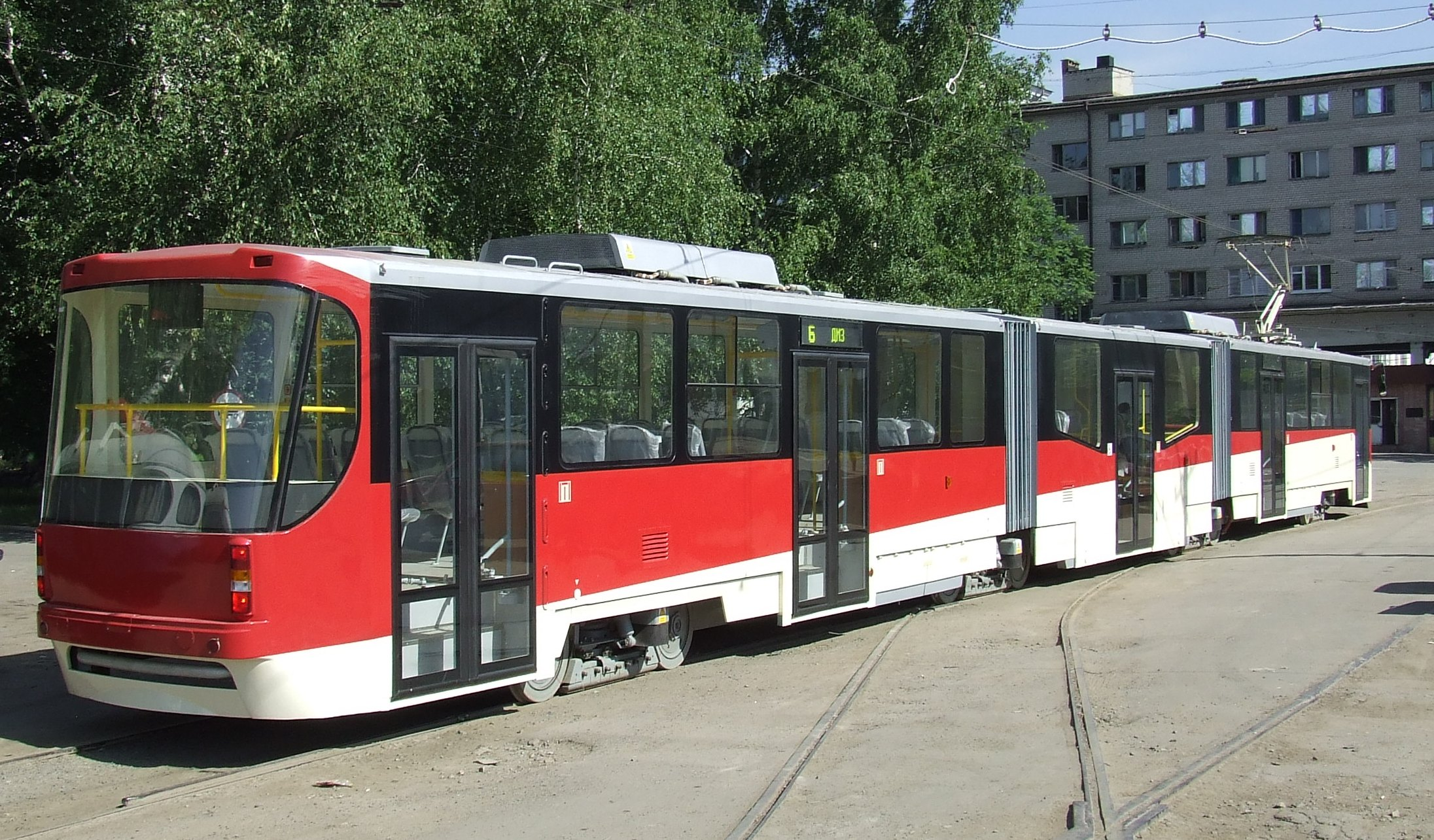
К-1М8 в Донецьку, вигляд ззаду